# Comatose
Comatose (с англ. — «Коматозный») — шестой студийный альбом христианской рок-группы Skillet, выпущенный 3 октября 2006 года лейблами INO Records, Lava Records, Atlantic Records и Ardent Records. Он записывался при участии продюсера Брайна Хоус (англ. Brian Howes) на студии Chicago Recording Company (Чикаго, Иллинойс) в период с февраля по апрель 2006 года. Альбом был положительно встречен музыкальными критиками и в 2007 году был номинирован на премию «Грэмми» за «Лучший рок-госпел-альбом».
Восемь песен из альбома были выпущены в качестве синглов, на три из них были сняты видеоклипы. 26 декабря 2007 года было выпущено подарочное издание альбома, которое включало в себя акустические версии пяти песен из оригинального издания, одну новую композицию, а также DVD со всеми видеоклипами на песни из альбома. В конце 2008 года был выпущен концертный альбом Comatose Comes Alive, на котором содержались записи с концерта группы в Чаттануга в рамках тура в поддержку альбома.

## Запись
Запись песен для альбома началась в феврале 2006 года, через три года после выхода предыдущего альбома группы, Collide. На роль продюсера Skillet решили пригласить Брайана Хоуса, который также принял участие в записи и написании половины песен; лидер группы Джон Купер стал его сопродюсером, а Закари Кельм присоединился к проекту в качестве исполнительного продюсера. Запись альбома происходила в Чикаго, на студии Chicago Recording Company, и продолжалась три месяца, в то время как раньше Skillet тратили на запись своих альбомов около полутора месяцев. Также, по словам самих музыкантов, Comatose стал их первым альбомом, который имел действительно большой бюджет. В своих интервью Джон Купер заявлял, что для него Comatose — «повод для гордости».
Записывая Comatose, Skillet вновь были настроены на то, чтобы изменить своё звучание и ещё дальше уйти от темы религии, чтобы петь о проблемах, через которые проходят все люди вне зависимости от того, верующие они или нет. В музыкальном плане музыканты сделали несколько изменений: Comatose стал не таким «тяжёлым», каким был Collide, музыкальное программирование использовалось чаще, а также в некоторых композициях спела жена Джона, Кори Купер, чей вокал до этого присутствовал в альбоме Alien Youth. Над текстами большинства песен вместе с Джоном Купером работал также Брайан Хоус. Часто они спорили о текстах некоторых песен. Купер, вспоминая свою работу вместе с Брайном, говорил: «Были времена когда мы работали с ним [Хоусом] над некоторыми песнями, и он говорил мне: „Эй, да в этом просто нету смысла!“, а я ему: „Да в этом есть смысл!“, и потом мы много спорили из-за этого. Я бы не сказал, что это было плохо, просто мы оба очень старались, чтобы в наших песнях действительно был смысл и они смогли бы повлиять на людей. Вместе мы написали много песен, но это не было похоже на совместную работу „эй, давай соберемся вместе и напишем песню“, это было скорее „вот моя песня“ [...] Но сейчас я жду, что кто-то войдет и скажет мне, что тут правильно, а что нет. Работая над нашим последним проектом Collide вместе с Полом, нашим тогдашним продюсером, я понял, что такие вещи в конце окупаются».
Однако и сам Купер был не уверен насчёт некоторых композиций. Особенно он беспокоился из-за песни «The Last Night»: это была мрачная песня о девушке, которая сказала Джону, что собирается покончить с собой. Купер был уверен, что ни одно христианское радио ни за что не станет играть эту песню. Когда пришло время записывать вокал, он спросил Брайна: «Ты уверен, что всё нормально?», а он ответил ему: «Чувак, я даже не знаю. Это сильная песня! Давай просто сделаем это завтра». На следующий день Джон пришёл в студию и заявил: «Я не знаю, захотят ли христианские радио ставить эту песню или нет, но это то, что Бог послал мне, и я сделаю это!». Несмотря на опасения Джона, «The Last Night» всё-таки смогла попасть на радио христианской музыки и даже заняла 16 место в чарте журнала Billboard Hot Christian Songs.

## Обложка
На обложке оригинального издания альбома изображен мальчик, который завороженно смотрит куда-то в сторону. Если открыть буклет к альбому, то можно увидеть, что он смотрит на гору хлама, которая состоит из разной электроники, телевизоров, компьютеров и разных приборов. Автором фотографии является Джефф Грос, дизайн — Джошуа Хортон. В своем интервью Listenin Джон Купер рассказал о том, что олицетворяет обложка альбома: «В общем, это говорит о том, что да, мы стали этим технологическим монстром, и нам стало проще общаться друг с другом, гораздо проще, чем когда-либо… Но, тем не менее, с каждым годом мы чувствуем себя все более одинокими, потому что мы по-настоящему не пытаемся установить контакты с другими людьми…».

## Содержание
Comatose открывается первым синглом «Rebirthing». Этот трек содержит некую библейскую тематику и рассказывает о втором шансе в жизни как о втором рождении. На песню был снят видеоклип, в котором показана группа, исполняющая песню в очень хорошо освещенной комнате с окнами, за которыми видно голубое небо. Затем идет композиция антисуицидной тематики «The Last Night». На DVD-диске Comatose Comes Alive, прежде чем исполнить эту песню, Купер рассказывает о том, что его вдохновило на её написание: «Я написал эту песню о девушке, которая ненавидит свою жизнь, потому что ей говорили, что она была неудачницей с самого детства и у неё никогда ничего не получится. Её родители винили её во всех проблемах, которые происходили в её семье. Несколько лет она резала себе руки и скрывала это ото всех. И вот однажды она решает убить себя, поскольку для неё больше нет причин жить. Она приходит ко мне и говорит: „Прощай! Моя жизнь вызывает у меня отвращение, и больше у меня нет стремления жить“. И в этой песне я хочу воспользоваться шансом сказать ей, как она особенна . Её жизнь — не ошибка, она появилась на свет не просто так: есть Бог, любящий её просто за то, какая она есть, и если она даст ему хотя бы один шанс, то это будет последняя ночь, которую она проводит в одиночестве». Жена Джона Кори Купер признавалась, что во время гастролей группы её поразило число людей, которые признавались им, что они резали себе руки или страдали от депрессии, и поэтому группа решила написать песню для таких людей, чтобы сказать им, что они не одиноки в своей борьбе. Третий трек, «Yours to Hold», написан от лица кого-то, кто пытается поддержать своего друга в нелегкое для него время. Следующий трек, «Better Than Drugs», может быть песней как о Боге, так и о человеке, который помогает вам забыть о проблемах. Затем следует трек «Comatose». Джон Купер сказал про эту песню: «Это очень обширное послание, но и в то же время это — призыв к пробуждению, понимаете? Покончите с эгоизмом и со всеми похожими вещами, которые, как мы думаем, этот мир предлагает нам, потому что в конце концов они нас не удовлетворят. Пробудитесь от этого состояния и возвысьтесь над ним». Шестой трек, «The Older I Get», рассказывает о примирение Джона с его отцом.
«Those Nights» — первая песня из альбома, автором которой является только Купер. Эту песню он написал для своего друга детства, вместе с которым он вырос. «Falling Inside The Black» — зов о помощи одинокого человека, который находится в состоянии депрессии. «Say Goodbye» — простая песня о расставании с любимым человеком. Десятый трек, «Whispers in the Dark», возможно, является ответом на предыдущую песню в альбоме, «Falling Inside The Black». В песне поется о том, что когда вы думаете, что вы одиноки, это на самом деле не так, потому что Бог всегда с вами. На песню был снят видеоклип, в котором группа показана исполняющей песню в темной комнате с дождем. Оригинальное издание альбома заканчивается композицией «Looking for Angels» — одиннадцатым треком, в котором поется о проблемах мирового масштаба: самоубийстве среди подростков, порнографии в интернете, бездомных и других.

## Приём

### Отзывы критиков
| Оценки критиков     | Оценки критиков |
| Источник            | Оценка          |
| ------------------- | --------------- |
| Allmusic            | [ 7 ]           |
| Christianity Today  | [ 12 ]          |
| Jesus Freak Hideout | ·               |
| IGN                 | (5.0/10)        |
| Melodic             | ·               |

В целом Comatose был положительно встречен музыкальными критиками. Рецензент сайта Allmusic Стив Лоузи похвалил в альбоме смесь различных инструментов. В своей рецензии Лоузи писал, что «когда гитарные партии звучат одновременно с пианино, с этой группой начинает происходить что-то необычное». Сайт Jesus Freak Hideout также дал альбому высокую оценку, назвав его «призывом к действию для верующих и любовным письмом тем, для кого настали трудные времена». На сайте Christianity Today положительно оценили альбом, поставив ему 4 звезды из 5, но написали, что баллады в альбоме были слишком поп-ориентированны по сравнению с более «тяжелыми» композициями. Также на сайте сочли тексты некоторых композиций заурядными. На IGN.com Comatose дали смешанный отзыв, высказав мнение, что он будет популярен на радио христианской музыки, но в любом другом месте многие его просто проигнорируют из-за его неоригинальности. Кай Рот из шведского онлайн журнала Melodic поставил Comatose 4.5 балла из 5 и заявил, что Comatose означает новую жизнью для группы. Лучшими песнями в альбоме он назвал «Rebirthing» и «Falling Inside the Black».
26 декабря 2007 года Comatose был переиздан в подарочном формате. Новое издание содержало в себе одну новую композицию, «Live Free Or Let Me Die», акустические версии пяти песен из оригинального издания и DVD со всеми клипами из альбома. На сайте Jesus Freak Hideout дали этому переизданию смешанный отзыв, поставив ему 3,5 балла из 5. На сайте писали, что трек «Live Free Or Let Me Die» очень похож на творчество группы Disturbed, также там отметили, что эту песню просто поставили в конец трек-листа, где ей, по мнению автора рецензии, не место. Дополнительный DVD рецензент назвал «немного разочаровывающим», написав: «К сожалению, на диске нет ни интервью, ни процесса написания песен, ни чего-то такого, что фанаты никогда раньше не видели… Но несмотря на это, хорошо для начала иметь материальные, широкоэкранные DVD копии клипов с альбома». Так или иначе, на сайте пришли к выводу, что это переиздание — «наиболее хороший выбор для кошелька». Том Спинелли из Melodic поставил переизданию 4 балла из 5, написав: «Всегда приятно видеть видеоклипы групп, включённые в DVD, особенно те, что идут в комплекте с альбомом, потому что так можно получить сразу два по цене одного…».

### Чарты и продажи
Альбом занял 55-е место в американском чарте Billboard 200. Кроме этого, он занял 4 место в Top Christian Albums и 55 в Top Internet Albums. В 2009 году Comatose занял 4-е место в хит-параде Top Hard Rock Albums. Также в чарты журнала Billboard попали шесть синглов из альбома: «Rebirthing», «Whispers in the Dark», «The Older I Get», «The Last Night», «Comatose» и «Those Nights». 3 ноября 2009 года в США было продано более 500 000 экземпляров альбома, вследствие чего он получил сертификат золотого диска от Американской ассоциации звукозаписывающих компаний. 6 февраля 2014 года, почти через восемь лет после релиза, сингл «Whispers in the Dark» также получил золотую сертификацию в США.

### Награды и номинации
| Год  | Награда        | Номинация                     | Номинированы за | Итог      |
| ---- | -------------- | ----------------------------- | --------------- | --------- |
| 2007 | Грэмми         | Лучший рок госпел альбом года | Comatose        | Номинация |
| 2007 | GMA Dove Award | Лучший рок альбом года        | Comatose        | Номинация |
| 2007 | GMA Dove Award | Лучшая рок песня года         | «Rebirthing»    | Номинация |
| 2008 | GMA Dove Award | Лучшая рок песня года         | «Comatose»      | Победа    |

## Турне
Концертный тур в поддержку альбома под названием Comatose Tour начался 1 апреля 2008 года с концерта в Рокфорде, штат Иллинойс, и закончился 11 мая того же года в Ланкастере, штат Пенсильвания. В турне Skillet сопровождали Decyfer Down и канадская рок-группа Thousand Foot Krutch. В рамках данного тура Skillet посетили около 30 городов, среди которых были Нью-Йорк, Чаттануга, Мемфис и другие. В конце 2008 года был выпущен концертный альбом Comatose Comes Alive, на котором содержались записи с концерта группы в Чаттануга. С апреля по июнь 2009 года, вместе с Decyfer Down и Disciple, Skillet отправились в гастроли под названием Comatose Tour 2009 (как продолжение Comatose Tour 2008 года).

## Список композиций
| №   | Название                   | Автор(ы)                | Длительность |
| --- | -------------------------- | ----------------------- | ------------ |
| 1.  | «Rebirthing»               | Джон Купер, Брайан Хоус | 3:53         |
| 2.  | «The Last Night»           | Джон Купер, Брайан Хоус | 3:32         |
| 3.  | «Yours to Hold»            | Джон Купер, Брайан Хоус | 3:42         |
| 4.  | «Better Than Drugs»        | Джон Купер, Брайан Хоус | 3:57         |
| 5.  | «Comatose»                 | Джон Купер, Брайан Хоус | 3:50         |
| 6.  | «The Older I Get»          | Джон Купер, Брайан Хоус | 3:38         |
| 7.  | «Those Nights»             | Джон Купер              | 3:46         |
| 8.  | «Falling Inside the Black» | Джон Купер              | 3:30         |
| 9.  | «Say Goodbye»              | Джон Купер              | 4:16         |
| 10. | «Whispers in the Dark»     | Джон Купер, Брайан Хоус | 3:24         |
| 11. | «Looking for Angels»       | Джон Купер              | 4:31         |

| №   | Название                                  | Длительность |
| --- | ----------------------------------------- | ------------ |
| 12. | «Live Free or Let Me Die»                 | 3:52         |
| 13. | «Rebirthing (Acoustic version)»           | 3:54         |
| 14. | «Yours to Hold (Acoustic version)»        | 3:44         |
| 15. | «The Older I Get (Acoustic version)»      | 3:27         |
| 16. | «Whispers in the Dark (Acoustic version)» | 3:25         |
| 17. | «Say Goodbye (Acoustic version)»          | 4:12         |

| №  | Название                             | Длительность |
| -- | ------------------------------------ | ------------ |
| 1. | «Rebirthing (Music Video)»           |              |
| 2. | «Whispers in the Dark (Music Video)» |              |
| 3. | «The Older I Get (Music Video)»      |              |
| 4. | «Looking for Angels (Music Video)»   |              |

## Чарты
| Год  | Чарт                           | Наивысшая позиция |
| ---- | ------------------------------ | ----------------- |
| 2006 | Billboard 200                  | 55                |
| 2009 | Billboard Top Hard Rock Albums | 24                |
| 2006 | Billboard Top Christian Albums | 4                 |
| 2006 | Billboard Top Internet Albums  | 55                |

### Синглы
| Год  | Название               | Наивысшая позиция | Наивысшая позиция | Наивысшая позиция | Наивысшая позиция | Наивысшая позиция | Наивысшая позиция |
| Год  | Название               | Main.             | Christ.           | Digl.             | Stream.           | CHR               | Сертификация      |
| ---- | ---------------------- | ----------------- | ----------------- | ----------------- | ----------------- | ----------------- | ----------------- |
| 2006 | «Rebirthing»           |                   | 9                 | 37                |                   |                   |                   |
| 2006 | «Whispers in the Dark» | 34                |                   | 19                | 8                 |                   | США: Золотой      |
| 2006 | «The Older I Get»      | 27                | 14                |                   |                   | 1                 |                   |
| 2007 | «The Last Night»       | 38                | 16                | 35                |                   | 1                 |                   |
| 2007 | «Comatose»             |                   |                   | 12                |                   |                   |                   |
| 2008 | «Those Nights»         |                   | 22                |                   |                   |                   |                   |

## Участники записи
Skillet
- Джон Купер (John L. Cooper) — вокал, бас-гитара, фортепиано, звукопроизводство, струнная аранжировка, продюсер
- Кори Купер (Korey Cooper) — клавишные, программирование, вокал, струнная аранжировка
- Бен Касика (Ben Kasica) — акустическая гитара, электрогитара
- Лори Петерс (Lori Peters) — ударные

Приглашённые музыканты
- Тэйт Олсен (Tate Olsen) — виолончель
- Джонатан Чу (Jonathan Chu) — скрипка

Персонал
- Брайан Хоус (Brian Howes) — продюсер
- Крис Лорд-Элдж (Chris Lord-Alge) — сведение (1, 3, 6, 9 композиции)
- Дэвид Боттрилл (David Bottrill) — сведение
- Закари Кельм (Zachary Kelm) — исполнительный продюсер